# ГАЕС Мінгтан
ГАЕС Мінгтан – гідроелектростанція на острові Тайвань. Є однією з трьох (поряд з ГЕС Дагуан та ГАЕС Мінг-Ху) станцій, котрі використовують ресурс із водосховища Sun Moon Lake. Найпотужніша гідроакумулювальна електростанція Тайваню (а на момент спорудженні – всієї Азії).
Ще у 1930-х роках в межах проекту ГЕС Дагуан на правобережжі Zhuoshui (найдовша річка острова, що дренує західний схил його вододільного хребта та впадає до Тайванської протоки) стоврили великий резервуар Сан-Мун-Лейк з об’ємом 150,6 млн м3, з яких 144,1 млн м3 відносились до корисного об’єму (наразі останній показник через замулення водойми рахується як 133,6 млн м3). В подальшому, враховуючи зростаючу потребу в балансуванні енергосистеми, вирішили використати цю водойму як верхній резервуар гідроакумулювальних схем. Першою у 1985-му запустили ГАЕС Мінг-Ху, а через пару років взялись за більш масштабний проект Мінгтан.
Нижній резервуар для Мінгтан створили на правій притоці Zhuoshui річці Shuili, яку дещо нижче від аналогічної споруди станції Мінг-Ху перекрили бетонною гравітаційною греблею висотою 61,5 метра та довжиною 314 метрів. Вона утворила водосховище з площею поверхні 0,64 км2 та об’ємом 11,8 млн м3 (корисний об'єм 10,4 млн м3).
Від Сан-Мун-Лейк проклали два підвідні тунелі довжиною по 3 км з діаметром 7,5 метрів, які переходять у напірні водоводи до машинного залу. Останній, споруджений у підземному виконанні, має розміри 158х22 метри при висоті 46 метрів. Крім того, наявний так само підземний зал для трансформаторного обладнання розмірами 170х13 метрів при висоті 20 метрів.
Основне обладнання станції складають шість оборотних турбін типу Френсіс потужністю по 267 МВт, які працюють при напорі у 380 метрів (проти 326 у розташованої дещо вище Мінг-Ху).